# Polycyrtus leucostomus
Polycyrtus leucostomus är en stekelart som först beskrevs av Taschenberg 1876.  Polycyrtus leucostomus ingår i släktet Polycyrtus och familjen brokparasitsteklar. Inga underarter finns listade i Catalogue of Life.